# Marie av Sachsen-Weimar
Marie av Sachsen-Weimar (Maria Luise Alexandrina), född den 3 februari 1808 i Weimar, död den 18 januari 1877 i Berlin, tysk prinsessa; gift den 26 maj 1827 med prins Karl av Preussen. 

## Biografi
Maries äktenskap var ett kärleksäktenskap, och det tilläts av parets familjer som ett sätt att få Maries syster Augusta och Karls bror Vilhelm att gifta sig med varandra, vilket de också gjorde två år senare, i juni 1829. Syskonen Marie och Augusta kom inte överens vid det preussiska hovet utan grälade om etikettsfrågor, kläder och status. 
Marie och Karl levde ett glamouröst sällskapsliv i kontrast mot det liv som levdes av den spartanske Vilhelm och den intellektuella Augusta. Maries hem var centrum för det preussiska hovets antibrittiska känslor och opposition till kronprinsessan Viktoria.
Barn:
1. Fredrik Karl av Preussen (1828-1885), gift med Maria Anna av Anhalt-Dessau
2. Marie Luise av Preussen (1829-1901), gift 1853 med Alexis av Hessen-Philipsthal-Barchfeld (skilda 1861)
3. Anna av Preussen (1836-1918), gift 1853 med Fredrik Wilhelm av Hessen-Kassel